# Championnat du Burkina Faso de football 2013-2014
Navigation
Saison précédente Saison suivante
La saison 2013-2014 du Championnat du Burkina Faso de football est la cinquante-deuxième édition de la première division au Burkina Faso, organisée sous forme de poule unique, le Championnat National, où toutes les équipes se rencontrent deux fois au cours de la saison. En fin de saison, les deux derniers du classement sont relégués et remplacés par les deux meilleures formations de deuxième division.
C'est l'Étoile Filante de Ouagadougou qui remporte la compétition cette saison après avoir terminé en tête du classement final, avec trois points d'avance sur l'Union sportive des Forces armées et douze sur le Rail Club du Kadiogo. C'est le treizième titre de champion du Burkina Faso de l'histoire du club qui n'avait plus gagné cette compétition depuis 2008.

## Qualifications continentales
Deux places en compétitions continentales sont réservées aux clubs burkinabés : le champion se qualifie pour la Ligue des champions de la CAF 2015 tandis que le vainqueur de la Coupe du Burkina Faso obtient son billet pour la Coupe de la confédération 2015.

## Les clubs participants
| - Union sportive des Forces armées - Étoile Filante de Ouagadougou - ASFA Yennenga - AS SONABEL - Racing Club de Bobo - Santos FC - Bobo Sports - Rail Club du Kadiogo | - US FRAN - Promu en Championnat National - US Ouagadougou - Centre KOZAF - Promu en Championnat National - Union sportive du Yatenga - Bouloumpoukou FC - ASF Bobo-Dioulasso - Union sportive de la Comoé - Majestic de Pô SC |

## Compétition
Le barème de points servant à établir le classement se décompose ainsi :
- Victoire : 3 points
- Match nul : 1 point
- Défaite : 0 point

### Classement
| Rang | Équipe                           | Pts | J  | G  | N  | P  | Bp | Bc | Diff |
| ---- | -------------------------------- | --- | -- | -- | -- | -- | -- | -- | ---- |
| 1    | Étoile Filante de Ouagadougou    | 64  | 30 | 19 | 7  | 4  | 35 | 12 | +23  |
| 2    | Union sportive des Forces armées | 61  | 30 | 18 | 7  | 5  | 47 | 20 | +27  |
| 3    | Rail Club du Kadiogo             | 52  | 30 | 15 | 7  | 8  | 27 | 14 | +13  |
| 4    | Racing Club de BoboC             | 50  | 30 | 14 | 8  | 8  | 33 | 23 | +10  |
| 5    | ASF Bobo-Dioulasso               | 47  | 30 | 12 | 11 | 7  | 30 | 23 | +7   |
| 6    | AS SONABEL                       | 45  | 30 | 12 | 9  | 9  | 26 | 22 | +4   |
| 7    | Santos FC                        | 45  | 30 | 12 | 9  | 9  | 29 | 27 | +2   |
| 8    | Majestic SC                      | 43  | 30 | 10 | 13 | 7  | 27 | 18 | +9   |
| 9    | ASFA YennengaT                   | 38  | 30 | 9  | 11 | 10 | 30 | 30 | 0    |
| 10   | US Ouagadougou                   | 36  | 30 | 9  | 9  | 12 | 24 | 30 | -6   |
| 11   | Bobo Sports                      | 35  | 30 | 7  | 14 | 9  | 19 | 22 | -3   |
| 12   | Centre KOZAFP                    | 33  | 30 | 7  | 12 | 11 | 23 | 27 | -4   |
| 13   | Union sportive de la Comoé       | 31  | 30 | 6  | 13 | 11 | 23 | 33 | -10  |
| 14   | Bouloumpoukou FC                 | 30  | 30 | 6  | 12 | 12 | 16 | 26 | -10  |
| 15   | Union sportive du Yatenga        | 18  | 30 | 4  | 6  | 20 | 12 | 36 | -24  |
| 16   | US FRANP                         | 15  | 30 | 3  | 6  | 21 | 18 | 36 | -18  |

|  | Qualification pour la Ligue des champions de la CAF 2015                      |
|  | Qualification pour la Coupe de la confédération 2015                          |
|  | Relégation directe en deuxième division                                       |
|  | T : Tenant du titre C : Vainqueur de la Coupe du Burkina Faso P : Promu de D2 |

## Bilan de la saison
| Championnat du Burkina Faso de football 2013-2014 |                                           |
| Champion                                          | Étoile Filante de Ouagadougou (13e titre) |
| Coupes et trophées                                |                                           |
| Vainqueur de la Coupe du Burkina Faso 2013-2014   | Racing Club de Bobo                       |
| Qualifications continentales                      |                                           |
| Ligue des champions de la CAF 2015                | Étoile Filante de Ouagadougou             |
| Coupe de la confédération 2015                    | Racing Club de Bobo                       |
| Promotions et relégations                         |                                           |
| Promus en Championnat National                    | Canon du Sud Ouagadougou                  |
| Promus en Championnat National                    | Bankuy Sports                             |
| Relégués en Deuxième division                     | Union sportive du Yatenga                 |
| Relégués en Deuxième division                     | US FRAN                                   |